# Sandy Powell
Sandy Powell, OBE (Londres, 7 de abril de 1960) é uma figurinista britânica.
Nomeada para vários prêmios da Academia, ganhou o Oscar de melhor figurino em 1999 pelo filme Shakespeare in Love, em 2005 por The Aviator e em 2010 por The Young Victoria.
Ao BAFTA recebeu nove indicações, vencendo em 1999 com Velvet Goldmine e 2010 com The Young Victoria.